# Староруднянська сільська рада
Староруднянська сільська рада — адміністративно-територіальна одиниця та орган місцевого самоврядування у Щорському районі Чернігівської області. Адміністративний центр — село Стара Рудня.

## Загальні відомості
Староруднянська сільська рада утворена в 1919 році.
- Територія ради: 47,202 км²
- Населення ради: 566 особи (станом на 2016 рік)

## Населені пункти
Сільській раді підпорядковані населені пункти:
- с. Стара Рудня

## Склад ради
Рада складається з 12 депутатів та голови.
- Голова ради: Шмаровоз Микола Петрович
- Секретар ради: Холявко Лариса Василівна

### Керівний склад попередніх скликань
| ПІБ                      | Основні відомості                      | Дата обрання | Дата звільнення |
| ------------------------ | -------------------------------------- | ------------ | --------------- |
| Шмаровоз Микола Петрович | Сільський голова, 1960 року народження | 12.11.2015   |                 |

Примітка: таблиця складена за даними джерела

### Депутати
За результатами місцевих виборів 2010 року депутатами ради стали:

#### За суб'єктами висування
| Суб'єкт висування | Кількість обраних депутатів | %  |
| ----------------- | --------------------------- | -- |
| Наш край          | 6                           | 50 |
| Самовисуванці     | 6                           | 50 |

#### За округами
| № округу        | Прізвище, ім'я, по батькові     | Дата визнання обраним | Освіта  | Партійна приналежність | Відомості про обраного депутата   |
| --------------- | ------------------------------- | --------------------- | ------- | ---------------------- | --------------------------------- |
| Народна Партія  |                                 |                       |         |                        |                                   |
| 6               | Пятковський Олексій Миколайович | 05.11.2010            | середня | позапартійний          | Агролісгосп, лісничий             |
| 7               | Холявко Лариса Василівна        | 05.11.2010            | вища    | член Народної партії   | Сільська рада, головний бухгалтер |
| 9               | Фенно Ганна Андріївна           | 05.11.2010            | вища    | позапартійна           | Сільська рада, секретар           |
| 10              | Гладченко Михайло Миколайович   | 05.11.2010            | середня | позапартійний          | тимчасово не працює               |
| 14              | Соснов Сергій Володимирович     | 05.11.2010            | середня | позапартійний          | Агролісгосп, лісничий             |
| Партія регіонів |                                 |                       |         |                        |                                   |
| 1               | Мося Леонід Григорович          | 05.11.2010            | середня | член Партії регіонів   | тимчасово не працює               |
| 2               | Бігун Тетяна Павлівна           | 05.11.2010            | середня | позапартійна           | тимчасово не працює               |
| 3               | Батюк Василь Михайлович         | 05.11.2010            | середня | позапартійний          | тимчасово не працює               |
| 4               | Кукта Олександр Петрович        | 05.11.2010            | середня | позапартійний          | тимчасово не працює               |
| 5               | Загладь Олександр Миколайович   | 05.11.2010            | середня | позапартійний          | ТОВ «Полісся-молоко», збирач      |
| 8               | Поплавський Павло Іванович      | 05.11.2010            | середня | позапартійний          | Лісництво, тракторист             |
| 11              | Гаркун Оксана Миколаївна        | 05.11.2010            | середня | позапартійна           | тимчасово не працює               |
| 12              | Надточій Григорій Кузьмич       | 05.11.2010            | середня | позапартійний          | тимчасово не працює               |
| 13              | Ротозій Тетяна Володимирівна    | 05.11.2010            | вища    | позапартійна           | ТОВ «Полісся-молоко», лаборант    |